# Thales Coelho Pimentel
Thales Coelho Pimentel, (Canto do Buriti, 11 de dezembro de 1986) é um médico e político brasileiro, atualmente deputado estadual pelo Piauí.

## Dados biográficos
Filho de Evilásio Meneses Pimentel e Rosa Maria Coelho Pimentel. Médico, iniciou sua carreira política no PMDB ao eleger-se prefeito de Paquetá em 2016, reelegendo-se pelo PP em 2020. Meses após renunciar ao mandato, elegeu-se deputado estadual em 2022. Assumiu o cargo de secretário municipal de Saúde em Picos em 2025, na administração Pablo Santos.